# Heaviside (cràter)
|  | No s'ha de confondre amb Heaviside (cràter marcià). |

Heaviside és un gran cràter d'impacte que es troba a la cara oculta de la Lluna, unit a la vora oriental de l'igualment gran de Keeler, encara que Keeler apareix una mica menys erosionat. Al nord-oest es troba el cràter Stratton, i al sud-est apareix el prominent cràter Aitken.

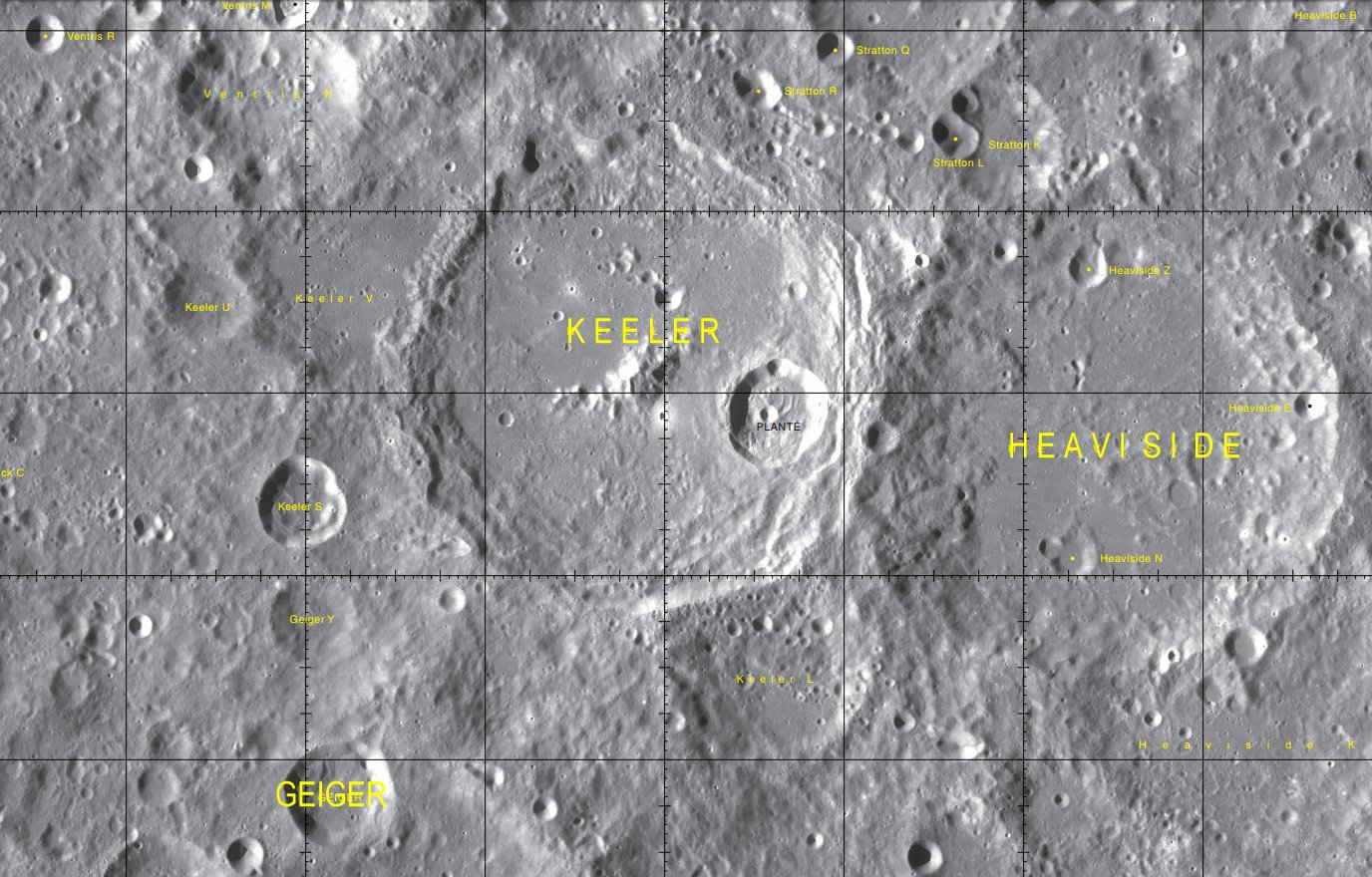
Localització de Heaviside (centre dreta de la imatge)
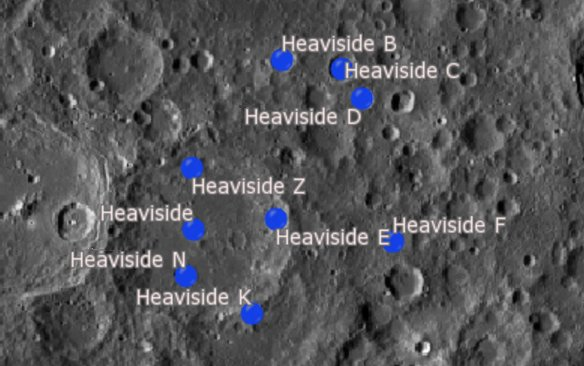
Cràters satèl·lit
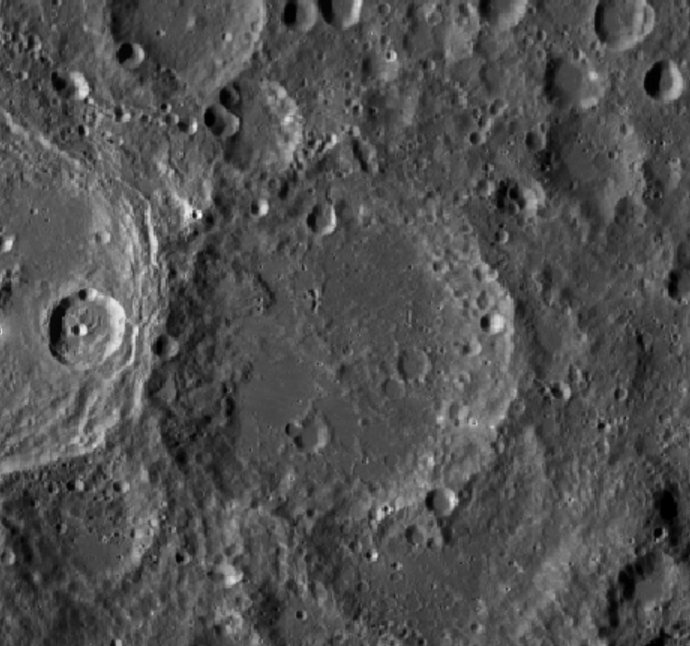
Fotografia de la missió Lunar Reconnaissance Orbiter

La paret exterior de Heaviside ha estat desgastada i erosionada per impactes posteriors, particularment al nord i al sud. Només la vora del costat est roman relativament intacte, mentre que la vora occidental s'ha distorsionat lleugerament per l'impacte adjacent de Keeler.
El sòl interior relativament pla està marcat per molts petits cràters, amb terreny accidentat al sud-est i a l'oest. Els més notables són els cràters satèl·lit Heaviside N al sud, Heaviside Z al nord i Heaviside E en forma de bol a prop de la vora oriental.

## Cràters satèl·lit
Per convenció aquests elements són identificats en els mapes lunars posant la lletra en el costat del punt central del cràter que està més proper a Heaviside.
| Heaviside | Coordenades                            | Diàmetre |
| --------- | -------------------------------------- | -------- |
| B         | 5° 30′ S, 169° 18′ E / 5.5°S,169.3°E   | 23 km    |
| C         | 5° 42′ S, 171° 06′ E / 5.7°S,171.1°E   | 28 km    |
| D         | 6° 42′ S, 171° 48′ E / 6.7°S,171.8°E   | 18 km    |
| E         | 10° 12′ S, 169° 12′ E / 10.2°S,169.2°E | 12 km    |
| F         | 10° 48′ S, 172° 48′ E / 10.8°S,172.8°E | 14 km    |
| K         | 13° 18′ S, 168° 30′ E / 13.3°S,168.5°E | 110 km   |
| N         | 11° 48′ S, 166° 36′ E / 11.8°S,166.6°E | 18 ;km   |
| Z         | 8° 48′ S, 166° 48′ E / 8.8°S,166.8°E   | 12 km    |